# Segovina (potok)
Segovina je potok koji izvire u Kalničkom gorju pokraj sela Mala Rijeka i Duga Rijeka. Tekući tridesetak kilometara smjerom zapad-istok utiče između naselja Torčec i Đelekovec u potok Gliboki, kojemu je u mnogočemu sličan, samo je Gliboki puno bogatiji vodom. Izvori su im vrlo blizu. 

## Opis
Segovina, od izvora do ušća, teče kroz/pokraj naselja Segovina, Bolfan, Vojvodinec, Imbriovec i Đelekovec. Potok je na nekim mjestima prokopan i uređen ali većim dijelom je zadržao svoj prirodni tijek. Dno je, osim što je u gornjem dijelu tvrđe i nešto šljunkovito, zemljano i mjestimično muljevito. Zato je voda mutnija i nešto više obrasla vodenim biljem, travom krocanj, trskom, šašom a mjestimično u donjem dijelu ima i lopoča. U gornjem dijelu do Bolfana uz potok je šuma i visoko raslinje, a nadalje samo mjestimično ima niskog raslinja (rogoz, šaš i šikara). Uz potok ima nekoliko ostataka prokopanih kanala koji podsjećaju na postojanje manjih mlinova kad je Segovina bila bogatija vodom. Na nekim kartama je greškom pokraj naselja Imbriovec lijevi pritok, točnije omanji rukavac koji je istočno spojen do rijeke Drave, prikazan kao Segovina.
Matična riba je klenić a uz njega u potoku se može naći crvenperka, žutooka-bodorka, bjelica-uklija, bezribica, gavčica, krkuša, sunčanica i druge. Sve riblje vrste uglavnom dolaze uzvodno iz potoka Gliboki. U nepresušnim gornjim pritocima, kao i u gornjem dijelu potoka Segovina, živi potočni rak. Zbog klimatskih promjena, ali i promjena izazvanih djelovanjem čovjeka, zadnjih godina potok Segovina je sve više zagađen, a u srednjem dijelu u ljetnim mjesecima protok vode je često nekoliko puta manji od uobičajenog a ponekad djelomično i presuši.